# Isoglossa glabra
Isoglossa glabra är en akantusväxtart som först beskrevs av Hand.-mazz., och fick sitt nu gällande namn av B. Hansen. Isoglossa glabra ingår i släktet Isoglossa och familjen akantusväxter. Inga underarter finns listade i Catalogue of Life.